# Tai Tzu-ying
Tai Tzu-ying (戴資穎S, Dài ZīyǐngP; Kaohsiung, 20 giugno 1994) è una giocatrice di badminton taiwanese.
Ai Giochi Olimpici di Tokyo 2020 ha vinto la medaglia d'argento nel singolare femminile, portando al Taiwan la prima medaglia della sua storia in questa specialità del badminton.

## Palmarès

### Giochi Olimpici
- 1 medaglia:
  - 1 argento (Tokyo 2020 nel singolo)

### Giochi asiatici
- 2 medaglie:
  - 1 oro (Giacarta 2018 nel singolo)
  - 1 bronzo (Incheon 2014 nel singolo)

### Campionati asiatici
- 3 medaglie:
  - 2 ori (Wuhan 2017 nel singolo; Wuhan 2018 nel singolo)
  - 1 bronzo (Wuhan 2015 nel singolo)

### Giochi dell'Asia orientale
- 3 medaglie:
  - 2 argenti (Hong Kong 2009 a squadre; Tianjin 2013 a squadre)
  - 1 bronzo (Hong Kong 2009 nel singolo)

### Universiadi
- 5 medaglie:
  - 2 ori (Taipei 2017 nel singolo; Taipei 2017 a squadre miste)
  - 1 argento (Kazan 2013 nel singolo)
  - 2 bronzi (Kazan 2013 a squadre miste; Gwangju 2015 nel singolo)